# Bernard Gagnebin
Bernard Gagnebin (Losanna, 27 ottobre 1915 – Ginevra, 3 maggio 1998) è stato un giurista, letterato e storico svizzero di lingua francese.

## Biografia
Cugino dell'organista e compositore Henri Gagnebin, ha compiuto degli studi di diritto, storia e lettere nelle università di Ginevra, Oxford e Berna, ha ottenuto una laurea in legge nel 1938, poi nel 1944 un dottorato di ricerca, con una tesi su Burlamaqui et le droit naturel.
È stato conservatore dei manoscritti della Biblioteca pubblica e universitaria di Ginevra dal 1942 al 1961, docente incaricato di filosofia del diritto alla Facoltà di diritto dell'Università di Ginevra dal 1955 al 1960, e professore di storia della scrittura, dei manoscritti e delle biblioteche, alla Scuola dei bibliotecari dell'Istituto di studi sociali di Ginevra a partire dal 1957.
Dal 1961 al 1985 è stato professore ordinario di tecnica della ricerca storica al Dipartimento di storia della Facoltà di lettere dell'Università di Ginevra, della quale è stato eletto decano a cinque riprese, dal 1962 al 1974 e, "quando lascerà la carica nel 1974, avrà procurato alla sua Facoltà i crediti e i locali degni di lei ed avrà creato undici biblioteche e tre laboratori."
È stato uno dei creatori della Fondazione Martin Bodmer, di cui è stato membro del consiglio di fondazione sin dal 1971.
Ha scritto su Cromwell, Calvino, Rousseau, Voltaire, Dunant, ecc. È pure stato editore di numerosi testi; con Marcel Raymond è l'editore delle Opere complete di Rousseau nella Bibliothèque de la Pléiade e con Philippe M. Monnier l'editore del Journal intime di Amiel.

## Distinzioni
- 1978 Dottore honoris causa dell'Università della Sorbona (Parigi IV)[10].
- 1975 «Premio della Città di Ginevra»[11]. Come tutti i laureati di questo premio è sepolto al Cimetière des Rois di Plainpalais.
- 1970 Dottore honoris causa dell'Università di Strasburgo[12].

## Pubblicazioni
Una bibliografia completa delle pubblicazioni di Bernard Gagnebin dal 1939 al 1972 figura in: Littérature, histoire, linguistique: recueil d'études offert à Bernard Gagnebin, Losanna, L'Âge d'Homme, 1973, pp. 14–19; qui di seguito figureranno dunque solo le pubblicazioni come autore a partire dal 1972.

### Come autore
- "Un manuscrit du "Mortifiement de vaine plaisance" retrouvé à Genève", in: Scriptorium, 1972, t. 26, pp. 51–53.[13]
- "Deux manuscrits de Montesquieu retrouvés à Genève", in: Dix-huitième siècle, Paris, No 5, 1973, pp. 413–416.
- "Les Genevois devant la mort de Voltaire et de Rousseau", in: Revue d'histoire littéraire de la France, Parigi, 1973, p. 223.
- "Les manuscrits de Balzac à la Fondation Bodmer", in: L'année balzacienne, Parigi, 1973, pp. 3–17.
- "La Julie de Balzac", in: Littérature et société, Parigi, Desclée de Brouwer, 1973, pp. 79–88.
- Manuscrits et autographes français, Cologny-Genève, Fondation M. Bodmer, 1973 Collection Bibliotheca Bodmeriana, Catalogues 1.
- "Une médaille d'Elisabeth de Russie offerte à Genève par Voltaire", in: Musées de Genève, mars 1974, 15e année N.S., pp. 7–8.
- "Le retour aux sources. Bilan de trente années de recherches en histoire littéraire", in: Annales de l'Académie des sciences morales et politiques de Paris, Parigi, 1974, séance du 7 mai, pp. 231–246.
- "Un livre d'heures de l'atelier du Maître de Boucicaut ", in: Scriptorium, 1974, t. 28, pp. 78–79.
- "Les manuscrits de Chateaubriand conservés à Genève", in: Bulletin de la Société Chateaubriand, Châtenay-Malabry, 1974, n.s., n⁰ 17, pp. 49–54.
- "L'étrange accueil fait aux Confessions de Rousseau au XVI siècle", in: Annales de la Société Jean-Jacques Rousseau, Ginevra, 1974, pp. 106–126.
- "Les trouvailles antiques dans la région de Genève" (con Renaud Gagnebin), in: Genava, t. 22, 1974, pp. 275–295.
- "Les conditions du bonheur chez Jean-Jacques Rousseau", in: Revue d'histoire et de philosophie religieuses, Strasburgo, 1975, nº 1, pp. 71–82.
- Album de la Pléiade: Jean-Jacques Rousseau, bibliothèque de la Pléiade, Gallimard, Parigi, 1976.
- L'enluminure de Charlemagne a François Ier: manuscrits de la Bibliothèque publique et universitaire de Genève, Catalogue d'exposition, Ginevra, Musée Rath, 1976.
- "Un livre d'heures peint par Jean Colombe et son atelier", in: Musées de Genève, 1976, no 161, pp. 12–18.
- Le Missel de Bonivard, prieur de Saint-Victor de Genève, Genève, E. et C. Braillard, 1976.
- Une source capitale pour la recherche à Genève: la fondation Martin Bodmer, Cologny - Genève, Fondation Bodmer, 1976.
- "Message du Doyen Bernard Gagnebin", in: Séance solennelle du 4 février 1978, Université de Paris-Sorbonne, Grand Amphithéâtre de la Sorbonne, Parigi, 1978, pp. 39–41.
- "Un peintre de Missels à Sion au XVe siècle", in: Vallesia, Sion, 1978, t. 33, pp. 303–310.
- "La gravure de "La malheureuse famille Calas", in: Gazette des beaux-arts, Parigi, dicembre 1978, tomo 92, pp. 197–202.
- "La diffusion clandestine des œuvres de Voltaire par les frères Cramer", in: Cinq siècles d'imprimerie à Genève: 1478-1978, Genève, Impr. Kundig, 1978, pp. 173–194. - Ristampa in: Annales de l'Université de Lyon, 3e série, Lettres, Lyon, Fasc. 39, pp. 119–132.
- "Le livre d'heures de la comtesse Blanche de Genève", in: Miscellanea codicologica F. Masai dicata, Gand, 1979, pp. 345–352.
- "La notion d'abandon chez Rousseau", in: Rousseau selon Jean-Jacques, Université de Genève Faculté des lettres; Roma, Istituto dell'Enciclopedia Italiana, 1979, pp. 51–63.
- "L'héritage littéraire de Rousseau", in: Rousseau after two hundred years, Cambridge - Londra, Cambridge University Press, 1982, pp. 153–184.
- "Les lectures de Lénine à Genève" (con Jacques Picot), in: Revue historique, Parigi, t. 267, no 542, 1982, pp. 391–404.
- "La chambre de Voltaire à Ferney", in: Gazette des beaux-arts, Parigi, Année 126, période 6, t. 104, dicembre 1984, pp. 217–222.
- "Le refus de la société dénaturée", in: Le siècle de Voltaire: hommage à René Pomeau, ed. da Christiane Mervaud e Sylvain Menant, Oxford, The Voltaire Foundation, 1987, pp. 499–511.
- Flaubert et Salammbô: genèse d'un texte, Parigi, Presses universitaires de France, 1992.

### Come editore
- Jean-Jacques Rousseau, Œuvres complètes, Parigi, Gallimard, Bibliothèque de la Pléiade, 1959-1995 (5 Vol.)
- Jean-Jacques Rousseau, Lettres sur la botanique, Parigi, Club des libraires de France, 1962.
- Jean-Jacques Rousseau, Les confessions, Parigi, Gallimard, Folio Classique, 1972, (2 vol.).
- Jean-Jacques Rousseau, Les rêveries du promeneur solitaire, Parigi, Librairie générale française, Le livre de poche, 1983.
- Jean-Jacques Rousseau, Les confessions, Parigi, Librairie générale française, Le livre de poche, 1998.
- Henri-Frédéric Amiel, Journal intime, Losanna, éditions L'Âge d'Homme, 1976-1994 (12 Vol.)